# Mirta Acevedo
Mirta Acevedo-(Montevideo, 14 de setiembre de 1933-11 de febrero de 2012) fue una locutora radial uruguaya.

## Carrera
En sus inicios se desempeñó en Radio El Espectador, siendo su primera mujer locutora, desde 1952 hasta mediados de la década de 1960.
También incursionó por Canal 12, Radio Oriental y Radio Sarandí.
Junto con Cristina Morán se han dedicado a la docencia en locución. En 2002 fue premiada con el Morosoli de Plata por su trayectoria en la radiodifusión uruguaya.